# Перелазы (Брянская область)
Перелазы — село в Красногорском районе Брянской области России. Входит в состав и является административным центром Перелазского сельского поселения.
Численность населения — 838 чел. (2013 год).

## География

Карта радиоактивного загрязнения в результате Чернобыльской аварии

Село располагается в 11 км на северо-запад от районного центра — посёлка Красная Гора, на берегу реки Дороговша, в 9 км на восток от государственной границы с Белоруссией. Через село проходят автодороги Красная Гора — Перелазы — Фошное и Красная Гора — Перелазы — Колюды — Кургановка.

## История
В XVI—XVII веках по реке Дороговше проходила граница с польско-литовским королевством. Первые поселенцы (крестьяне, уходившие от князей-феодалов, от преследования властей и духовенства) появились здесь в середине XVI века.
Село относилось к Нежинскому полку.

## Население
| 2010 | 2013 |
| ---- | ---- |
| 878  | ↘838 |

## Описание
В селе работает Перелазская средняя общеобразовательная школа и детский сад «Березка». Имеется дом культуры, фельдшерско-акушерский пункт, почтовое отделение. Жители обеспечены централизованным водоснабжением.
В результате аварии на Чернобыльской АЭС 26 апреля 1986 года территория западной части района была загрязнена долгоживущими радионуклидами: плутонием, америцием, строением, цезием.
Территория села Перелазы отнесена к зоне радиоактивного загрязнения вследствие катастрофы на Чернобыльской АЭС и имеет статус зоны проживания с льготным социально-экономическим статусом.